# Petrus Dathenus
Petrus, Pieter ou Peter Datheen, Daets, Daten, Daeten, Dathen, Dathenus, né à Casselbergh en 1531 aux anciens Pays-Bas et mort à Elbing le 17 mars 1588, est un prédicant qui a joué un rôle majeur dans la Réforme protestante des anciens Pays-Bas.

## Biographie

### 1531-1576

#### Enfance et conversion
Il passa son enfance dans le cloître des Carmes à Ypres pour y recevoir une formation de prêtre. Lorsqu'il vit brûler vif un garçon de dix-neuf ans en raison de sa foi, il rompit avec l'Église catholique romaine. Ceci dut se passer vers 1550. Ayant prêché à Ypres et probablement aussi à Poperinge, il se vit obligé, à cause de la persécution des protestants des Pays-Bas, de passer une partie de sa vie en Angleterre et en Allemagne, où il reçut une formation de prédicateur.

#### Exil en Angleterre
À Londres, il gagna sa vie comme typographe. Sous le règne du roi Édouard VI d'Angleterre, il devint prédicant. Après quelques années, le pouvoir en Angleterre étant tombé entre les mains de Marie la Sanglante, Dathenus - comme sa communauté religieuse - dut s'enfuir pour, finalement et après une longue odyssée, trouver refuge en Frise orientale.

#### Exil en Allemagne: point de départ de l'évangélisation des Pays-Bas

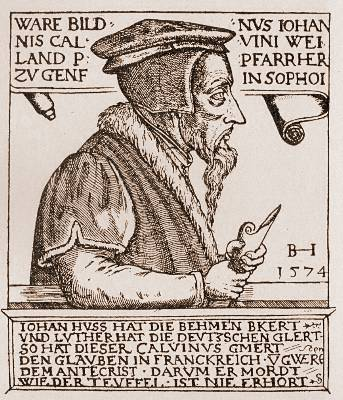
Gravure sur bois par Balthasar Jennicher, représentant Jean Calvin, avec qui Dathenus entretint une correspondance écrite, et qu'il rencontra sans doute à Francfort.

Après un passage par Emden, il s'installa dans la ville luthérienne de Francfort-sur-le-Main en automne 1555. Ce fut là qu'en sa qualité de prédicant de la congrégation de réfugiés originaires des Pays-Bas, il dut entrer en contact avec Jean Calvin lors de la visite de celui-ci à cette ville en 1556. Avec le fondateur du calvinisme, il aurait déjà été en correspondance depuis le 2 novembre 1555. Les documents d'archives mentionnent le ménage qu'il aurait entretenu à cette époque, et qui était composé de sa femme, Benedicta ou Binette, de deux enfants et d'un domestique.  
Il dut quitter Francfort après sept ans, les luthériens étant inquiets du pouvoir grandissant des calvinistes et de leur nombre croissant, et ayant toujours en tête leur persécution par les catholiques. Avec sa congrégation, comprenant une soixantaine de familles, il s'installa ensuite à Frankenthal à l'invitation du prince-électeur Frédéric III du Palatinat qui, par un acte du 13 juin 1562, mit à leur disposition deux cloîtres. Là, Dathenus construisit sa réputation surtout sur ses traductions : ainsi, il traduisit le catéchisme de Heidelberg en néerlandais et, dans les années 1564-1565, il produisit, selon le modèle de celui de Genève, l'une des premières traductions rimées et à chanter du psautier complet en néerlandais.
L'iconoclasme, sévissant aux Pays-Bas méridionaux en août 1566, se produisit lorsque Dathenus se trouvait en Suisse en tant que propagandiste auprès des villes évangéliques et comme ambassadeur envoyé par ordre du prince-électeur. Celui-ci lui avait transmis des lettres de recommandation destinées, entre autres, au comte d'Egmont qui, toutefois, lors de son procès, déclara que celles-ci ne l'avaient jamais amené à l'engager. À partir du mois de septembre 1566, Dathenus parcourait les Pays-Bas, participant aux synodes, préparant la révolte ou prêchant, soit à Venlo, à Arnhem, à Maastricht, à Anvers, à Bruxelles, à Gand, à Bruges, à Ypres, à Flessingue, à Zierikzee, à Middelbourg, à Bergues, à Poperinge, à Nieuwkerke, à Vianen et à Amsterdam (où il entra au service de Brederode). Ainsi Marcus van Vaernewijck le mentionne déjà en 1566-1568, dans sa chronique des troubles religieux dans les Pays-Bas (Van die beroerlicke tijden in die Nederlanden) en précisant que l'on racontait de lui qu'il parlait le néerlandais (« vlaemsch »), le français (« walsch »), l'allemand (« hoochduutsch »), le latin, le grec et l’hébreu.
Au printemps de 1567, il retourna au palatinat du Rhin. Il entreprit encore un voyage, qui l’amèna en France, en sa qualité de conseiller et aumônier du duc Jean Casimir du Palatinat, un fils du prince-électeur, qui allait soutenir de son armée les Huguenots dans la deuxième guerre de religion. En 1568, Dathenus participa au synode des églises néerlandaises « sous la croix » à Wesel et, la même année, il sera encore collecteur de fonds en Suisse pour la révolte des gueux, sans toutefois obtenir des villes évangéliques sollicitées (Bâle, Berne, Zurich et Schaffhouse) l'acompte nécessaire. Ayant monté dans l’estime du prince-électeur, il devint, et peut-être déjà avant le 1er janvier 1570, prédicateur de la cour, ce qui lui fit quitter Frankenthal pour la résidence de Heidelberg. C'est en 1570 qu'au nom des réfugiés, il rédigea une requête adressée à la Diète de Worms, par laquelle ils imploraient les princes allemands de soutenir la lutte des Pays-Bas contre le roi Philippe II d'Espagne. En automne de 1572, Dathenus fit fonction de commissaire à Guillaume Ier d'Orange-Nassau, prenant en charge la restructuration de l'Église dans les villes libérées, préservant les biens ecclésiastiques et monastiques. Toutefois, jouissant d'un pouvoir plénipotentiaire, il restait au service du prince-électeur, puisqu'il se retrouva en Suisse au début de 1573.  
De 1572 jusqu'en 1574, il s'efforça de nouer des contacts avec le gouvernement anglais, probablement pour le compte de princes allemands, vraisemblablement ceux du palatinat ou de Hesse-Cassel.

### 1576-1588

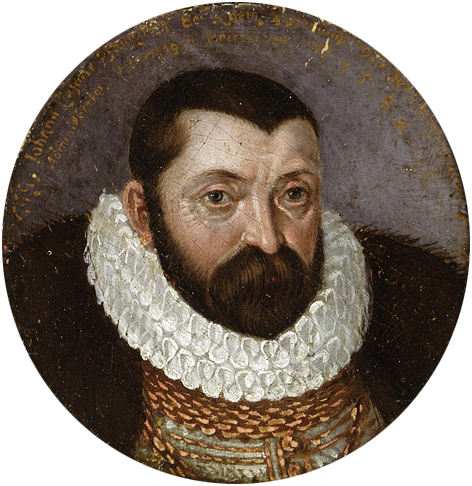
Miniature, peinture à l'huile sur étain, de 1586, représentant Jean Casimir du Palatinat, protecteur de Dathenus.

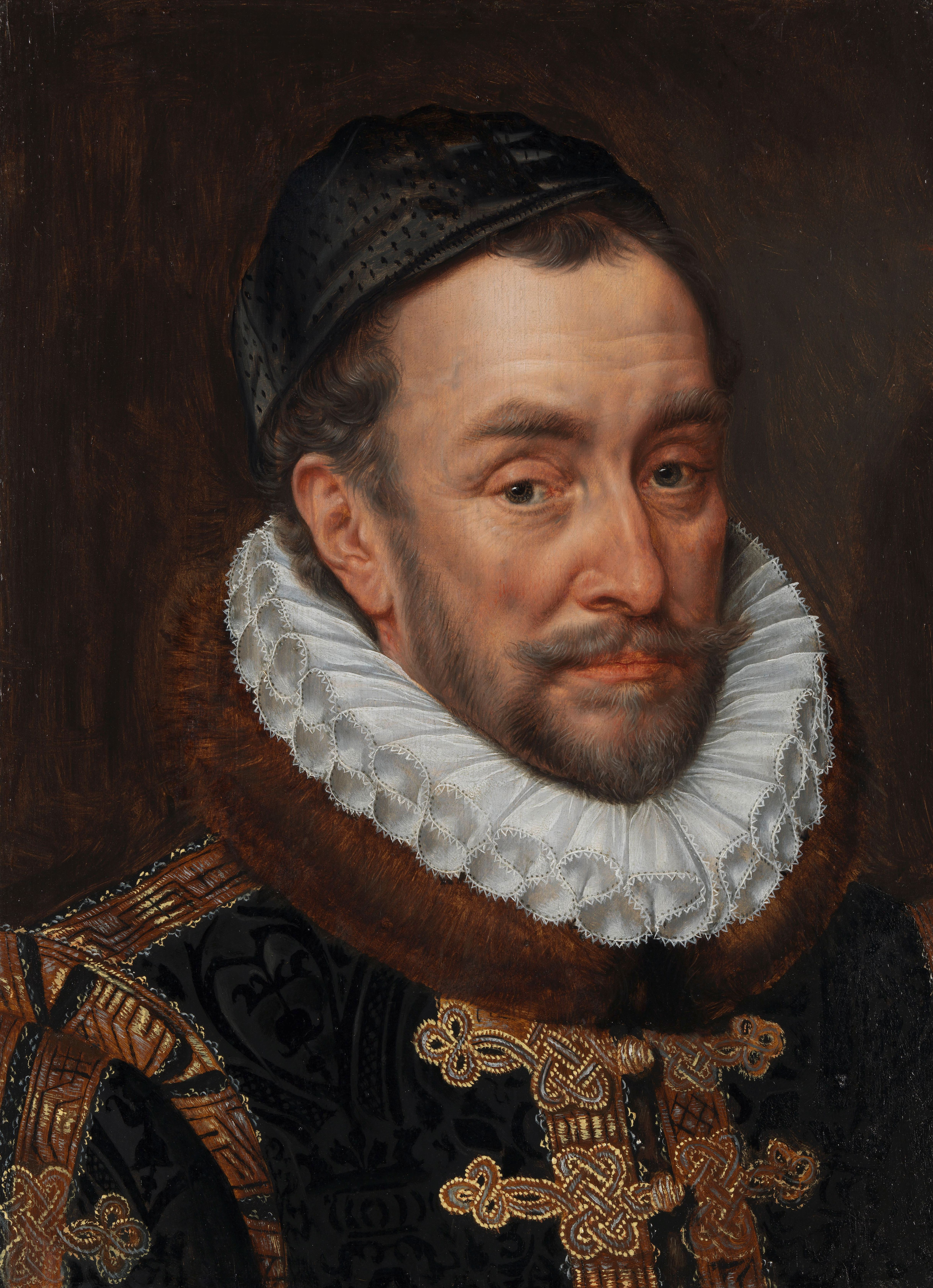
Panneau, peint à l'huile, vers 1579, par Adriaen Thomasz. Key et représentant Guillaume le Taciturne. Celui-ci fut un protecteur de Dathenus, jusqu'à ce que des dissensions apparurent entre eux.

#### Sous la protection de Jean Casimir et du prince d'Orange
Après la mort de son protecteur Frédéric, survenue en 1576, et après que Louis VI du Palatinat, fils et successeur du précédent, eut décidé de renforcer le pouvoir du luthéranisme dans son pays, Dathenus se vit congédier de la cour de Frédéric en tant que prédicateur, tâche qu'il ne remplissait du reste plus de fait, vu ses nombreux voyages et missions. Le prince d'Orange lui offrit d'ailleurs un poste semblable à sa cour à Delft. Il obtint toutefois le soutien de Jean Casimir du Palatinat, héritier d'une partie des territoires sur lesquels avait régné son père ; Dathenus l'accompagna dans sa deuxième campagne de soutien aux huguenots, après quoi il rentra vers février 1577. Déjà à cette époque, il prévint les défenseurs de la cause néerlandaise contre le duc d'Anjou, qu'il estimait à juste titre peu fiable. Avant d'entrer en conflit, en 1578, avec le prince d'Orange en raison de divergences d'opinions religieuses et de points de vue tactiques, Dathenus passa encore par Frankenthal, y faisant office de prédicateur, par Francfort-sur-le-Main, pour participer à une réunion de théologiens réformés, par Dordrecht, pour assister au synode national où il fut élu président, ainsi que par Gand, Anvers, Courtrai, Utrecht et Amsterdam.
Dathenus jugeait inacceptable une alliance avec un pouvoir catholique tel que la France et ne pouvait se contenter d'une Église catholique traitée sur un pied d'égalité avec le protestantisme. Ayant formé une coalition avec le putschiste Jan van Hembyze à Gand - ville où il passait également beaucoup de son temps avec Herman Moded -, Dathenus ne voulait céder lorsque Marnix essaya d'apaiser les esprits. Il occupa son poste de prédicateur encore pendant un an après l'instauration de la tolérance religieuse à Gand, le 27 décembre 1578, n'attendit pourtant pas l'arrivée du prince d'Orange, prit la fuite, accompagné de son allié gantois Van Hembyze, et retourna au palatinat en passant par Leyde, Dordrecht, Utrecht et Cologne. Entre Dathenus et le prince d'Orange, des dissensions apparurent quant au degré de tolérance religieuse. Alors qu'Orange estimait que tout le monde devait jouir de sa liberté de conscience, Dathenus déclara que le parti au pouvoir avait à choisir la vraie religion et que, par conséquent, un gouvernement protestant ne devrait pas tolérer l'Église catholique.
Les tentatives de réconciliation entre le prince et son prédicateur, entreprises, entre autres, lors de l'assemblée ecclésiastique de Bruges en 1579, le synode de Middelbourg en 1581 et celui de Gueldre en 1583, ne menèrent à rien. Dathenus reprit son poste de prédicateur à Frankenthal en août 1579. Ses tâches furent facilitées lorsqu'il confirma la nomination d'Antoine Rossignol comme prédicant de l'église wallonne de Frankenthal, le 18 décembre 1580. En mai 1582, le consistoire approuva sa démission en tant que prédicateur, mais Dathenus poursuivit cependant ses actions de portée politique. Bientôt, il fut davantage enclin à la paix, tout en espérant que celle-ci aliénerait les églises de Hollande des régents, qu'il considérait comme les plus grands ennemis de son idéal à la fois politique et ecclésiastique. Finalement, ce conflit eut pour conséquence que Dathenus, après une période de captivité, dut de nouveau quitter les Pays-Bas lorsqu'eut tombé, en septembre 1584, la république calviniste de Gand, où il avait retrouvé sa fonction de prédicateur en 1583.

#### Exil en Allemagne du Nord: Stade et Elbing
S'étant enfui de Gand par L'Écluse, Dathenus regagna Gouda, où il prêcha sa foi politique anti-française. Les États généraux et le prince Maurice ayant donné l'ordre de l'arrêter, Dathenus fut saisi au corps à Vianen, puis relâché après quelques jours. Mais à Vreeswijk, il fut de nouveau capturé, en décembre 1584, et emmené à Utrecht pour y être emprisonné dans la maison Hazenberg. Le 28 décembre 1584, il fut acquitté après avoir subi un long interrogatoire et lorsque trois bourgeois de la ville s'étaient portés garant pour lui.    
Ayant retrouvé le chemin de l'Allemagne du nord, et après n'avoir pu obtenir le droit de s'installer à Danzig en raison des accusations portées contre lui par les réfugiés anabaptistes, il exerça la profession de médecin à Stade, dans la principauté archiépiscopale de Brême. C'est à partir de ce moment qu'il aurait usé de temps à autre du nom d'emprunt Pieter van Berghen ou Petrus Montanus, faisant allusion, respectivement en néerlandais et en latin, à sa ville natale Mont-Cassel ou Casselbergh,.    
Accusé d'un manque d'orthodoxie, il dut quitter cette ville aussi. À Elbing dans la Prusse-Orientale, où il arriva au plus tard en 1587, il alla pratiquer la médecine ; aussi y devint-il enseignant au gymnase. Ce fut également dans cette ville qu'il mourut un an plus tard, à l'âge de 57, et qu'il fut enterré.

## Notoriété posthume
En 1590, à l'initiative des magistrats d'Elbing, on érigea à sa mémoire un cénotaphe, surmonté d'une statue de grandeur naturelle, dans la principale église.  
L'accusation d'arianisme, intentée contre lui par le jésuite Costerus, fut réfutée par Grevinkhoven en 1597.  
De ses enfants, dont on en a recensé quatre, son fils Peter Dathenus, baptisé le 10 mars 1566 à Frankenthal, s'illustra, après avoir fait ses études à l'université de Heidelberg et avoir été nommé secrétaire de sa ville natale, comme conseiller et secrétaire du prince-électeur à Heidelberg.

## Œuvre

### Psaumes

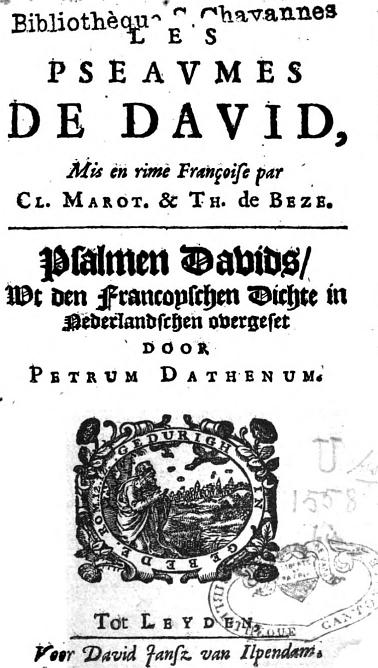
Une de nombreuses éditions : Les pseaumes de David mis en rime françoise: Psalmen Davids : m[i]t den francoyschen Dichte in nederlandschen overgeset / (page de titre), par Clément Marot, Théodore de Bèze et Petrus Dathenus, imprimés par David Jansz van Ilpendam à Leyde en 1635.

Les États généraux des Pays-Bas avaient promis une prime, non pour la meilleure, mais pour la première traduction parue, et ce fut donc Dathenus qui remporta le prix ; aussi, sa traduction fut-elle adoptée aux Pays-Bas pour le culte public.  
Cette mise en vers rimés des psaumes sur les mélodies de Genève est une traduction de celle produite à l'initiative de Jean Calvin. Les psaumes de Dathenus furent déjà chantés au sermon en plein air (le hagenpreek) du 23 juillet 1566, près de Gand, et acquirent rapidement une popularité croissante.
De 1566 à 1773, la version rimée de Dathenus fut le principal recueil de l'Église réformée hollandaise. Depuis le début, le style de ses psaumes rimés fut l'objet de vives critiques. Cependant, des autres versifications, aucune n'obtint un soutien suffisant pour être adoptée. Il fallut attendre jusqu'en 1773 pour qu'une nouvelle version rimée des psaumes fût introduite. Aujourd'hui, la version rimée des psaumes de Dathenus est encore chantée dans trente paroisses protestantes, surtout celles de la vieille Église réformée en Zélande.  
Parce que, d'après la communication du traducteur même, celui-ci avait été forcé d'accomplir sa tâche dans un laps de temps très restreint, son adaptation montre des aspects peu soignés à de nombreux endroits. La traduction presque mot pour mot du français nuit au mètre et à la rime. En effet, déjà au synode national de La Haye en 1586, on décida de la remplacer par la versification rimée de Philippe de Marnix de Sainte-Aldegonde, mais en vain. Les gens instruits n'ont pourtant jamais mis en doute la supériorité de la version de Marnix, datant de 1580, faite d'après le texte hébreu, alors que Dathenus avait traduit d'après la version française de Clément Marot. Sans doute pour faire ressortir cette supériorité, les Elsevier firent imprimer à Leyde, en 1617, les deux textes en regard l'un de l'autre. Malgré tous ces efforts, la version de Dathenus, selon Victor Louis Marie Gaillard une versification facile et d'une diction assez pure,, l'emporta, même dans l'esprit du peuple néerlandais, sur toutes les traductions qui lui succédèrent jusqu'en 1773, comme sur toutes les versifications rimées qui l'avaient précédée (celles de Van Zuylen van Nijevelt, d'Utenhove et de D'Heere), que celles-ci soient de tendance catholique ou protestante. En 1745, le libraire Petrus Dathenus, qui prétendait être un descendant du prédicateur, entra en conflit avec le ministre de Middelbourg, Andreas Andriessen, qui se moquait de la version rimée de Dathenus. Ce renouvellement de la discussion sur les psaumes de Dathenus fraya le chemin à un nouveau psautier rimé, celui de 1773, créé à une époque où le chant religieux protestant fut entièrement réorganisé dans la république des Provinces-Unies.

### Wilhelmus van Nassouwe
D'après des analyses stylométriques, Mike Kestemont, Tim de Winkel, Els Stronks, et Martine de Bruin attribuent à Petrus Dathenus la rédaction de Wilhelmus van Nassouwe, l'hymne national des Pays-Bas.

### Publications
- (la) Compendiosa et diserta ad annotationes papistae cuiusdam anonymi, quibus Pontificios Wormatiensi colloquio collectos, excusare et econtra Augustanae confessionis Theologos, abrupti colloquii accusare conatur, responsio [...], 5 avril 1558, publié dans Melch. Goldastus, Politica imperialia s. discursus politici acta publica et tractatus generales ..., Francfort-sur-le-Main, 1614.
- (la) Brevis ac perspicua vani scripti, quo Joannes a Via Theologos Augustanae Confessionis impie traducit ac malitiose insectatur, refutatio [...] Adiecimus praeterea compendiosam ad Fr. Staphyli Apostatae, ac Barthol. Latomi Rhetoris Calumnias, responsionem in qua idem fere argumentum tractatur. Donec meliora Dominus, 1558.
- (nl) Een Christelicke Verantwordynghe op die Disputacie binnen Audenaerde tusschen M. Adriaen Haemstadt ende Jan Daelman, Francfort-sur-le-Main, 1559 ; cf. Catal. Serrure II no  2176; ouvrage réimprimé en 1582.
- (la) Ad Bartholomaei Latomi rhetoris calumnias quibus Augustanae Confessionis Theologos, anno 1557, Wormatiae colloquii collectos gravat ac traducit ... responsio prima et secunda, Francfort-sur-le-Main, 1560.
- (nl) Catechismus oft christelicke onderrichtinge, ghelijck die in kercken ende scholen der Cheurvorstelicken Paltz gedreven oft gheleert wordt, wt de hoochduydtsche sprake in nederduits getrouwelick overgheset, Emden, 1563.
- (de) Kurtze und wahrhaftige Erzehlung, welcher massen den Frantzösischen und Niederländischen der wahren Religion halben verjagten Christen in der Stadt Francfort im vier und fünffzigsten und ettliche volgende Jahr die offentliche Predigt Gödtliches Worts und ausspendung der H. Sacramenten in ihrer Sprach verstattet, und aus was ursachen ihnen nachmals solches verbotten worden ist, 1563.
- (de) Grundlicher und nothwendiger ablehnung des Gegenberichts, 1563, transmis, comme l’ouvrage précédent, par le recueil Franckfurtische Religionshandlungen II (Francfort-sur-le-Main, 1735).
- (nl) De Psalmen Davids ende ander Lofsanghen'' wt den Francoyschen Dichte in Nederlandschen overgheset .... Metgaders den Christelijcken Catechismo, Ceremoniën ende Ghebeden, 1566 ; d'après la traduction de Clément Marot et de Théodore de Bèze.
- (nl) Préface de l’Historie van de Spaensche Inquisitie [...] wt het francoys in onser Nederduitsche sprake overgeset door J.D.R., 1569, la préface porte la date 16 décembre 1568.
- (de) Bestendige Antwort ettlicher Fragstück so die Predicanten zu Francfurt am Mayn zur Prob über die jungst zu Dresden [...] gestelt Bekandtnusz in truck zur warnung ausgeben lassen, Heidelberg, 1572.
- (nl) Aanteekeninge omtrent de gevoelen der leden van de Kerkvergadering, Francfort-sur-le-Main, 1577.
- (nl) Een Christelicke Verantwordynghe op die Disputacie binnen Audenaerde tusschen Adriaen Haemstede en Jan Daelman, Anvers, 1582 ;
- (nl) Wachtgeschrey, traduction d'un pamphlet publié durant les troubles à Gand en 1578 et en 1579.
- (nl) Préface de Den gantschen Schat der Heylighen Schriftueren of Bijbelsche Concordantie […], Leyde, 1579.
- (nl) Een Christelijcke t' samensprekinge uyt Godes Wort. Tot troost aller becommerde herten, die de wet ende den Evangelio [...] niet recht en connen onderscheyden, ouvrage écrit en 1584, abrégé et adapté par Franciscus Lansbergen, prédicant rotterdamois, et publié sous le titre Peerle der Christelijcker vertroostinghe à Rotterdam en 1613 ; une édition complète a été publiée, par les soins de l'imprimeur Anthony Jansz., à La Haye en 1624 et témoigne du talent de Dathenus dans le genre pieux ; 4e impr. de 1648.
- (nl) Lof der Christelijke mededeelsaamheit, Middelbourg, 1741 (mentionné dans Abkoude, Naamregister, 1754).
- (nl) Corte apologie ofte ontschuldinge der Nederlantsche Christenen teghen de valsche Beschuldingen haerder vyanden. Waer in den Godlicken handel der reformatie... tsamen oock de grouwelycke tyrannije diemen over haer ghebruyct, bewesen wort, [s. l.], [s. d.].

## Ressources

### Littérature
- Theodorus Ruys, Petrus Dathenus, Amsterdam, 1919, réédition, Houten, Den Hertog, 1988.